# Danis danis
Danis danis is een vlinder uit de familie van de Lycaenidae. De wetenschappelijke naam van de soort is voor het eerst geldig gepubliceerd in 1779 door Cramer.

## Kenmerken
De boven- en onderzijde van de vleugels vertonen een opvallende witte band. Aan de onderzijde wordt het wit omlijst door een smalle band van prachtige lichtgroene weerschijnkleuren. De spanwijdte bedraagt ongeveer 3,5 tot 4 cm.

## Verspreiding en leefgebied
Deze vlindersoort komt voor van de Molukken en Papoea-Nieuw-Guinea tot noordoostelijk Australië.